# Bitwa na redzie portu Casma
Bitwa na redzie portu Casma – starcie zbrojne, które miało miejsce 12 stycznia 1839 roku w trakcie wojny konfederacji peruwiańsko-boliwijskiej z Chile (1837–1839).
W roku 1836 doszło do obalenia prezydenta Peru, Augustína Gamarry i utworzenia federacji Peru i Boliwii z dyktatorem Andrésem de Santa Cruz na czele. Przeciwko federacji wystąpiło Chile, które wypowiedziało wojnę obu państwom. Flota chilijska rozpoczęła blokadę portów peruwiańskich. Niedysponujący własną flotą Santa Cruz porozumiał się wówczas z francuskim korsarzem kpt. Jeanem Blanchetem, któremu obiecał 200 000 dolarów w zamian za zniszczenie floty chilijskiej.
12 stycznia 1839 roku cztery okręty korsarskie zaatakowały eskadrę chilijską kpt. Richardo Simpsona (trzy okręty) w rejonie portu Casma w Peru. Pomimo gwałtownego ostrzału przez jednostki korsarzy z dział i broni ręcznej, marynarze chilijscy odparli atak, niszcząc jeden z okrętów Blancheta. W tej sytuacji pozostałe jednostki korsarskie odpłynęły.